# 철-56

일반적인 동위 원소의 핵자당 핵 결합 에너지의 모습. 철-56은 곡선의 정점에 표시되어 있다. 더 높은 결합 에너지를 가진 희귀 동위 원소인 니켈-62와 철-58은 표시되지 않았다.

철-56(56Fe)은 가장 흔한 철의 동위 원소이다. 모든 철의 약 91.754%는 철-56이다.
모든 핵종 중에서 철-56은 핵자당 질량이 가장 낮다. 핵자당 8.8 MeV의 결합 에너지를 가진 철-56은 가장 단단히 결합된 핵 중 하나이다.
56Fe의 높은 핵 결합 에너지는 추가적인 핵 반응이 에너지적으로 불리해지는 지점을 만들어낸다. 이 때문에 56Fe는 거대 별의 항성 핵합성 반응에서 형성되는 가장 무거운 원소 중 하나이다. 이러한 반응은 마그네슘, 규소, 황과 같은 가벼운 원소를 융합하여 더 무거운 원소를 형성한다. 형성되는 더 무거운 원소 중에는 56Ni가 있으며, 이는 나중에 56Co로, 그리고 다시 56Fe로 붕괴한다.

## 니켈-62와의 관계
니켈의 상대적으로 희귀한 동위 원소인 니켈-62는 핵자당 핵 결합 에너지가 더 높다. 이는 니켈-62가 양성자보다 약간 더 무거운 중성자의 비율이 더 높기 때문에 핵자당 질량이 더 높은 것과 일치한다. (자세한 내용은 니켈-62 문서를 참조하라.) 핵융합을 겪는 가벼운 원소와 핵분열을 겪는 무거운 원소는 핵자가 더 단단히 결합할 때 에너지를 방출하므로 62Ni가 흔할 것으로 예상될 수 있다. 그러나 항성 핵합성 동안 광붕괴와 알파 포획 사이의 경쟁으로 인해 62Ni보다 더 많은 56Ni가 생성된다 (56Fe는 나중에 별의 방출 껍질에서 56Ni가 붕괴하면서 생성된다).
니켈-62는 핵자당 결합 에너지가 더 높지만, 니켈-62 원자 28개가 철-56 원자 31개로 변환되면 0.011 Da의 에너지가 방출된다. 우주가 나이를 먹음에 따라 물질은 점점 더 단단히 결합된 핵으로 천천히 변환되어 궁극적으로 56Fe에 가까워지고, 양성자 붕괴 없는 팽창하는 우주를 가정할 때 약 101500년 이상에 걸쳐 아이언 스타의 형성으로 이어진다.

## 같이 보기
- 철 동위 원소
- 아이언 스타